# Pragmateia

La Pragmateia (grec : Πραγματεία, lit. « Traité » ; chinois traditionnel : 證明過去教經 ; chinois simplifié : 证明过去教经 ; pinyin : Zhèngmíng guòqù jiào jīng ; lit. « Preuve des enseignements passés »), est l'un des sept livres majeurs du prophète Mani, écrit et considéré comme faisant partie du canon majeur du manichéisme.
Le texte est maintenant perdu et son contenu exact est actuellement inconnu. D'après les documents historiques et les fragments trouvés à Tourfan, le texte était probablement axé sur l'histoire de l'humanité. Le texte est également mentionné dans les récits de la branche Monijiao du manichéisme (y compris son mouvement religieux et politique connu sous le nom de Secte du lotus blanc) de la dynastie Song.